# George Grantham Bain
George Grantham Bain (7. ledna 1865 Chicago – 20. dubna 1944 Manhattan) byl americký fotograf působící v New Yorku. Byl známý jako průkopník novinářské fotografie a „otec zahraniční fotožurnalistiky“.

## Životopis
Narodil se v Chicagu 7. ledna 1865 a vyrostl v St. Louis, jeho otec byl George Bain a matka Clara Mather. V roce 1890 absolvoval Univerzitu v St. Louis obor práv. Nejdříve pracoval pro United Press, v roce 1898 založil první zpravodajský fotografický servis Bain News Service. Společnost poskytovala fotografické služby, včetně portrétů a zpravodajství o nových událostech po celém světě, se zvláštním důrazem na život v New Yorku. Bainovy zpravodajské snímky z celého světa byly distribuovány do různých novin na oplátku výměnou za tamější fotografie. Velká škála témat zahrnovala: celebrity, přehlídky, sportovní akce, imigraci, politické události, letectví, první světovou válku nebo mexickou revoluci.
Zemřel v roce 1944 v Manhattanu.

## Dědictví
Většina jeho fotografií se datuje od roku 1900 do středních 20. let 20. století. Celkem 40 000 negativů z jeho sbírky je uloženo v oddělení grafiky a fotografie Library of Congress a mnohé z nich byly naskenovány a jsou k dispozici on-line. Mimo jiné také na úložišti obrázků Wikimedia Commons.

## Galerie

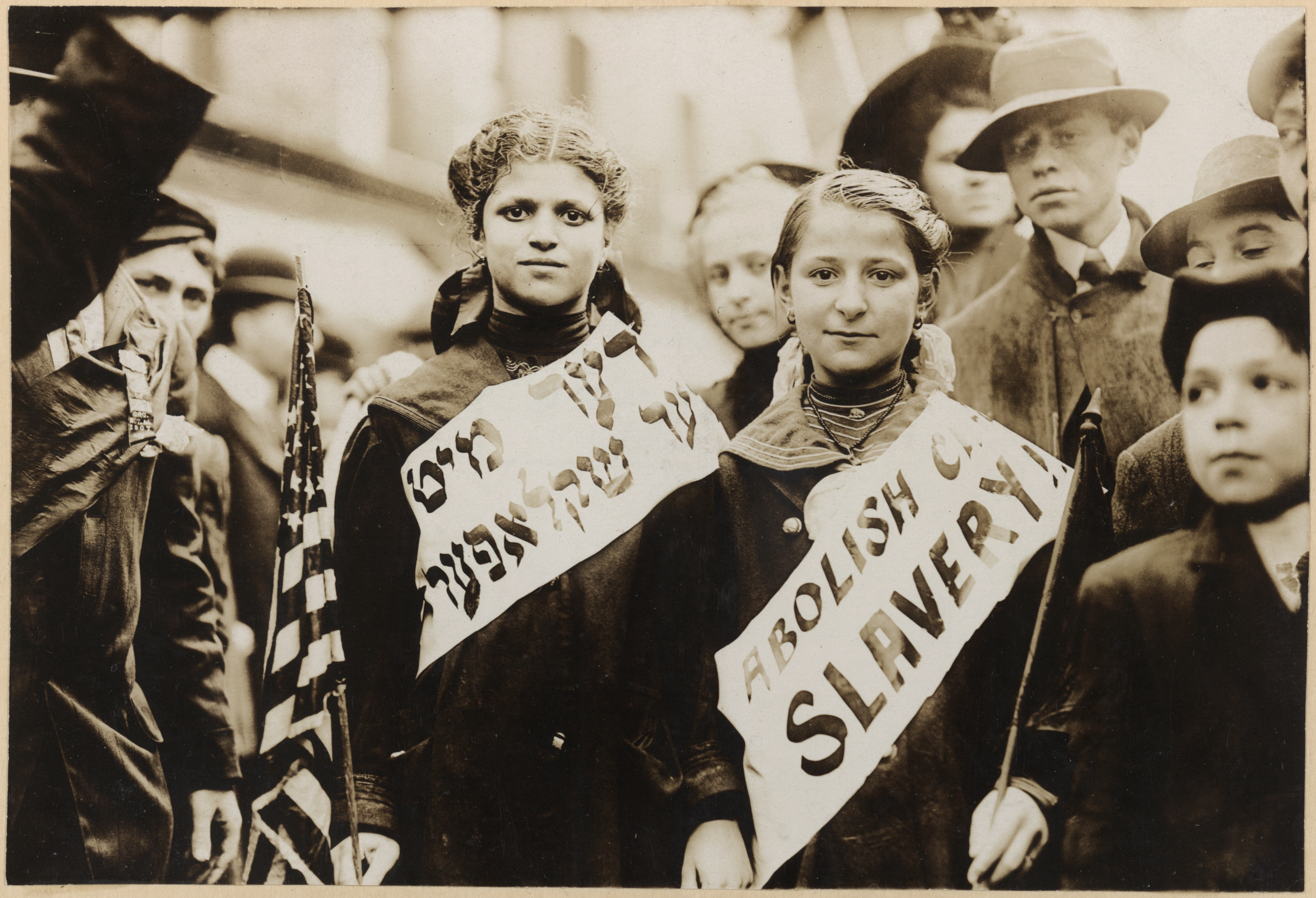
Demonstrace za zrušení otroctví dětí
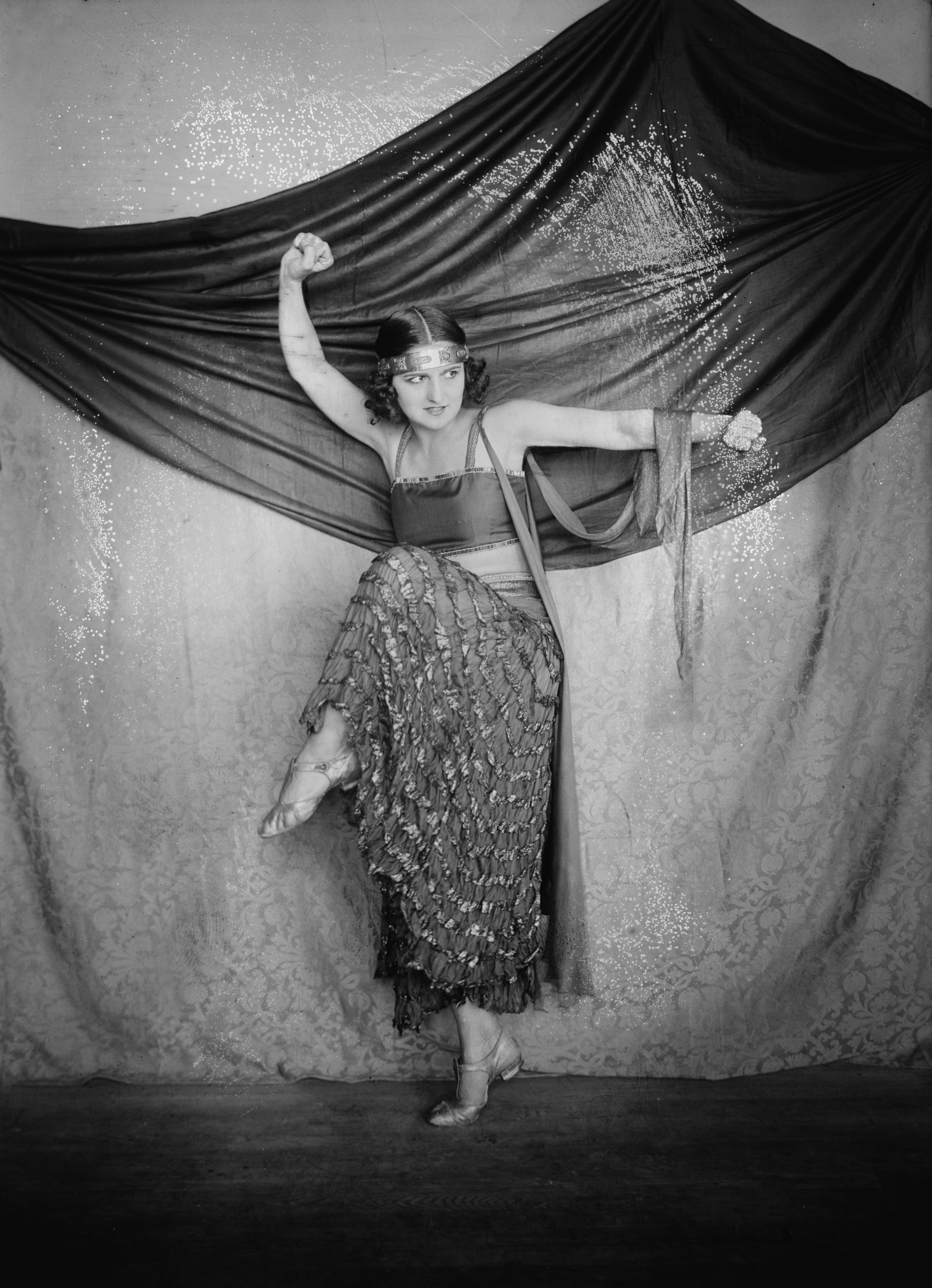
Albertina Rasch, cikánský tanec, 1915
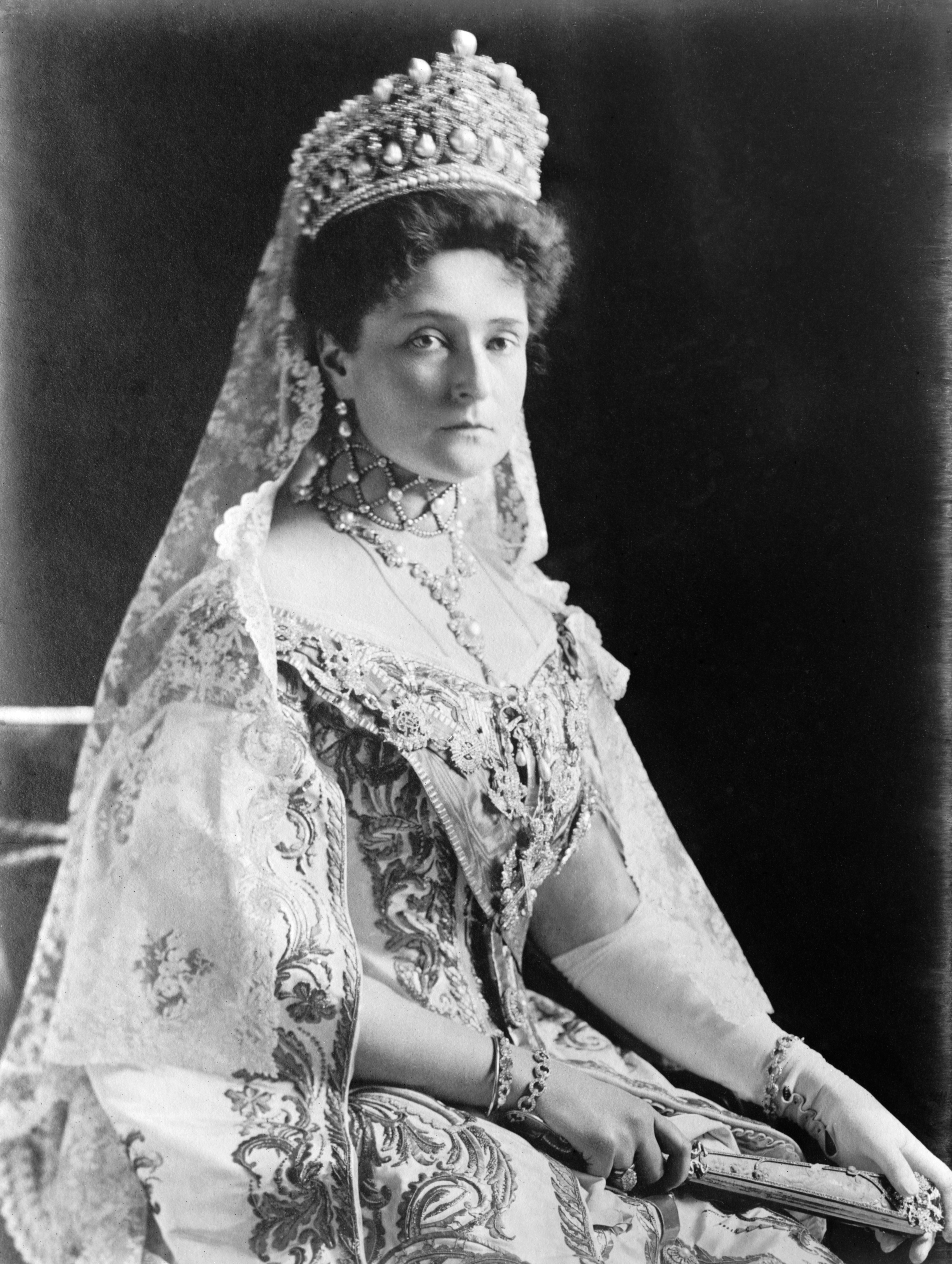
Alix Hesensko-Darmstadtská, původem princezna hesenská a sňatkem poslední ruská carevna jako manželka cara Mikuláše II.
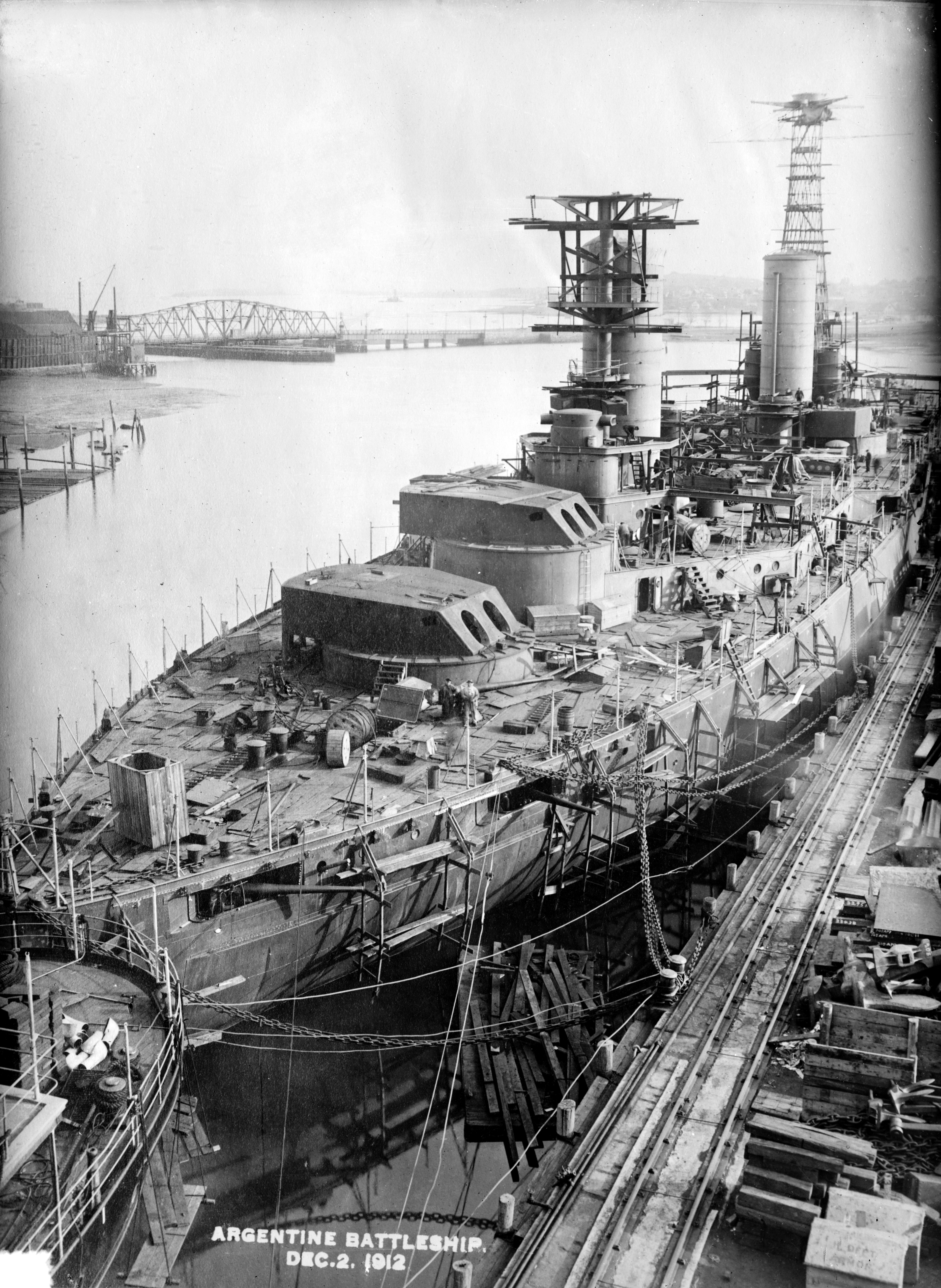
Argentinská bitevní loď třídy Rivadavia, 1912
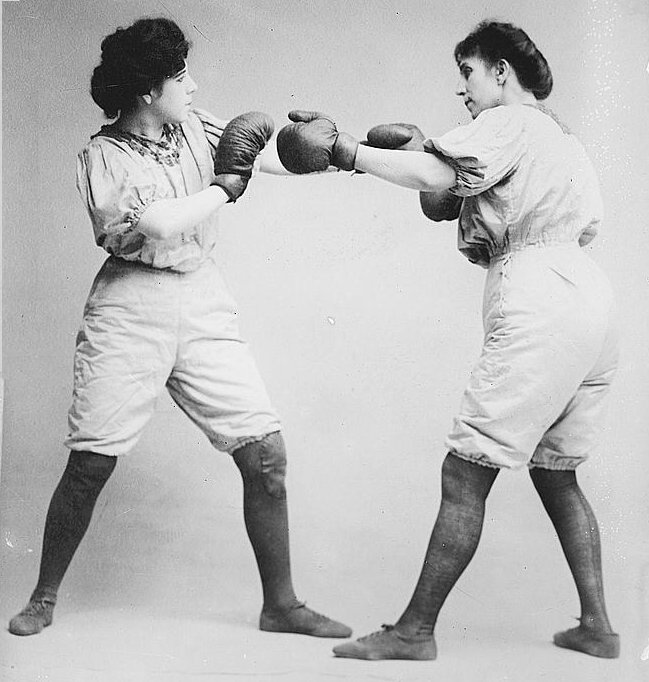
Sestry Bennettovy při boxu
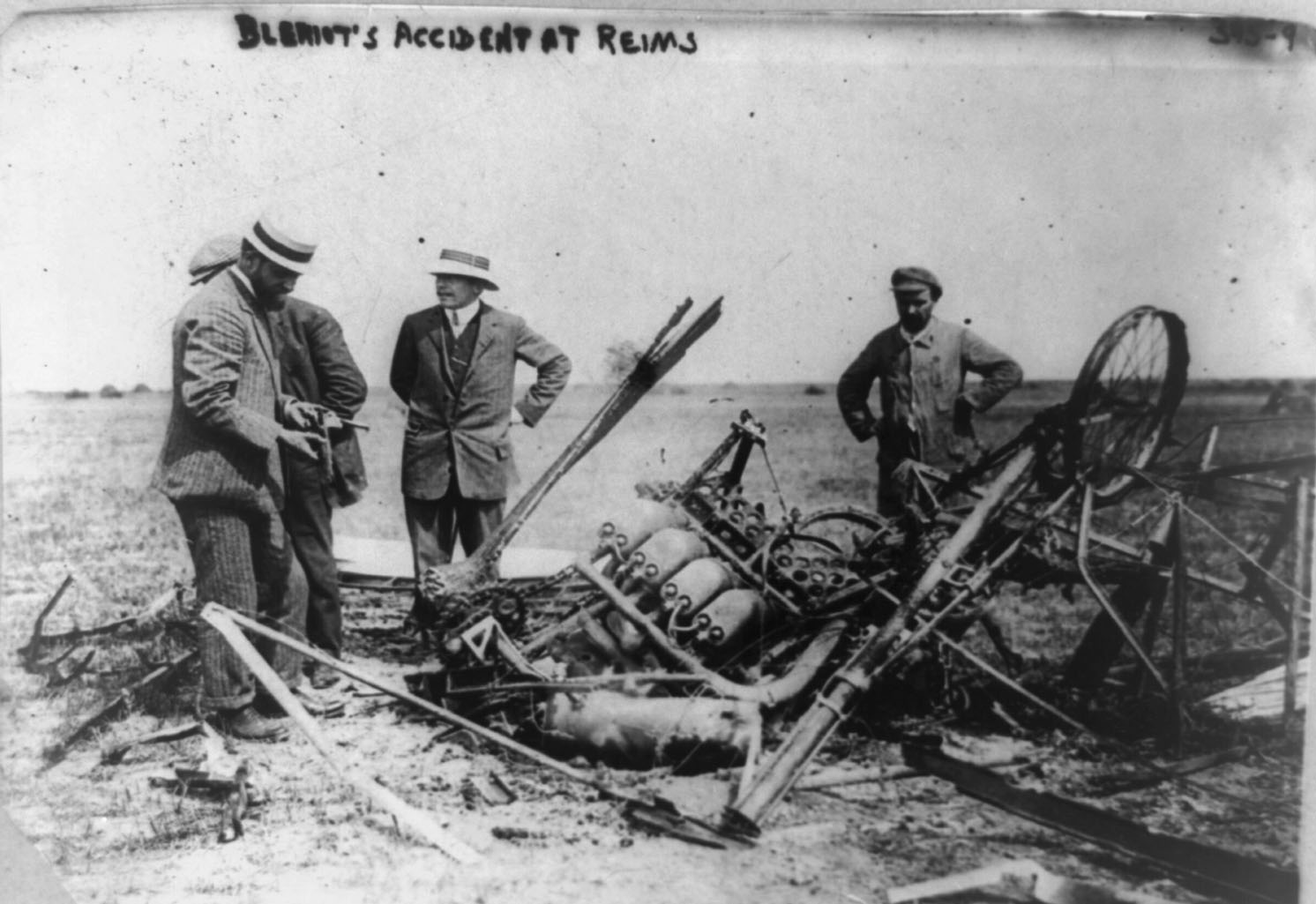
Nehoda Bleriota v Remeši, srpen 1909
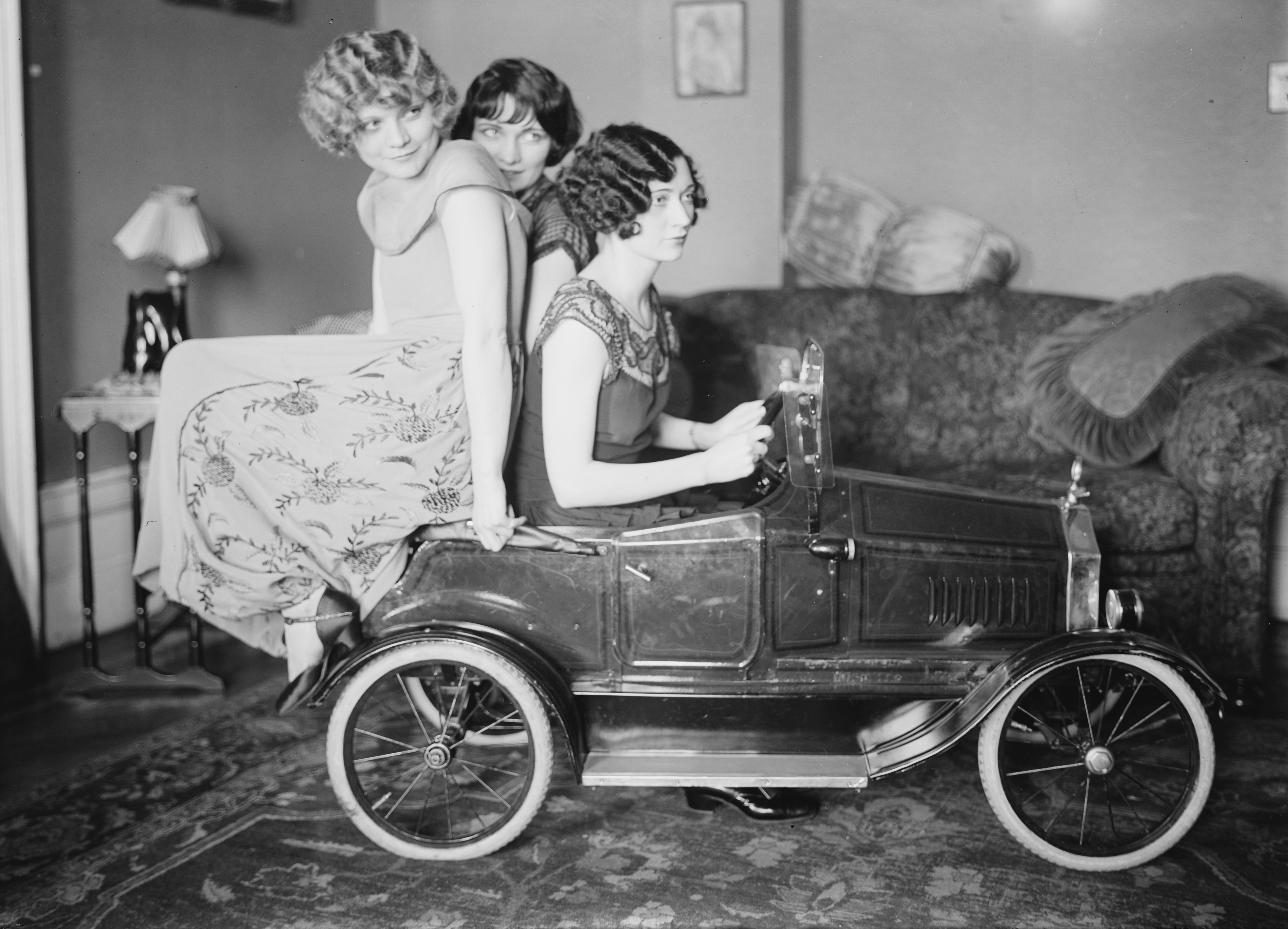
Sestry Broxovy
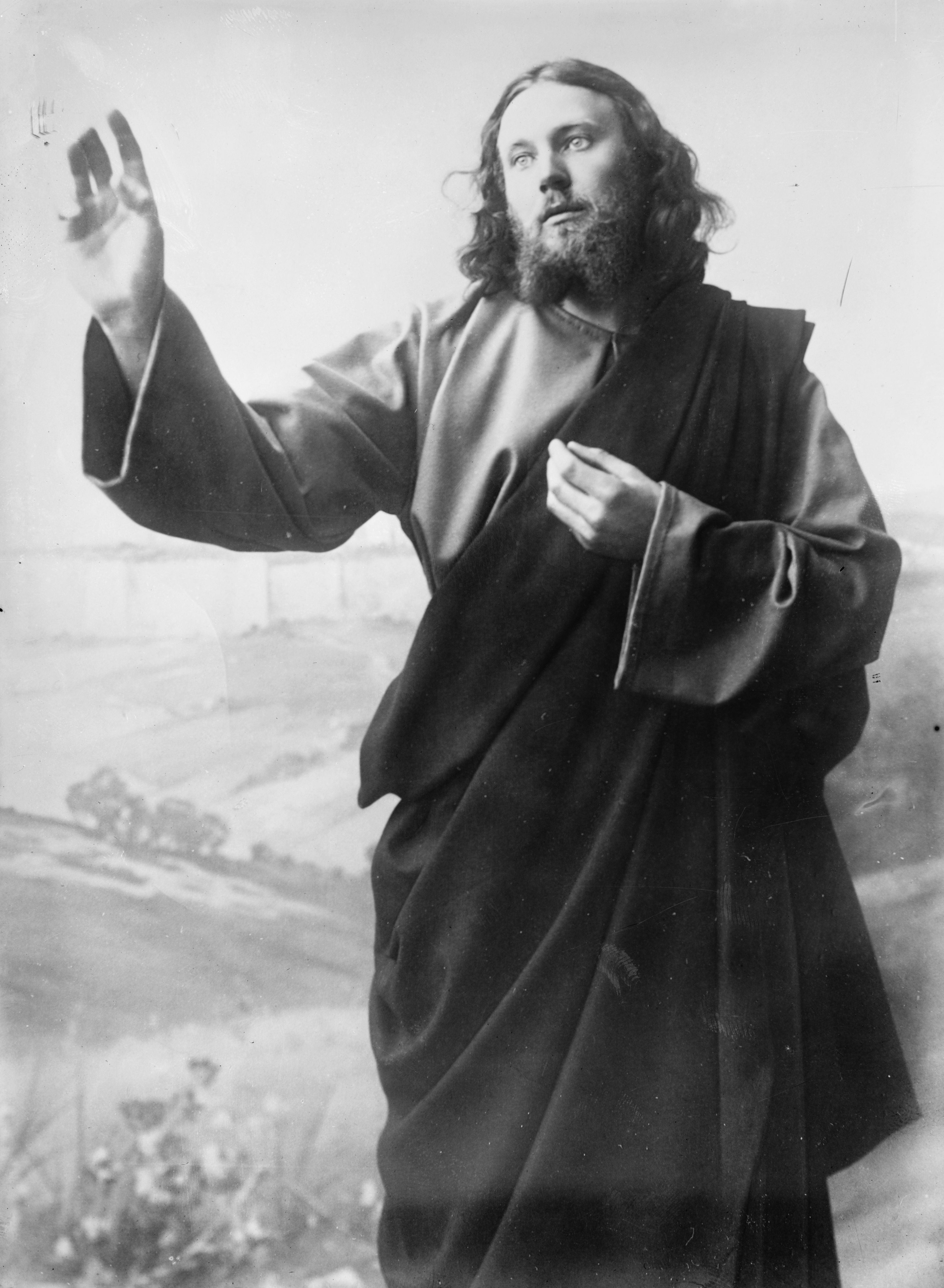
Kristus, 1900
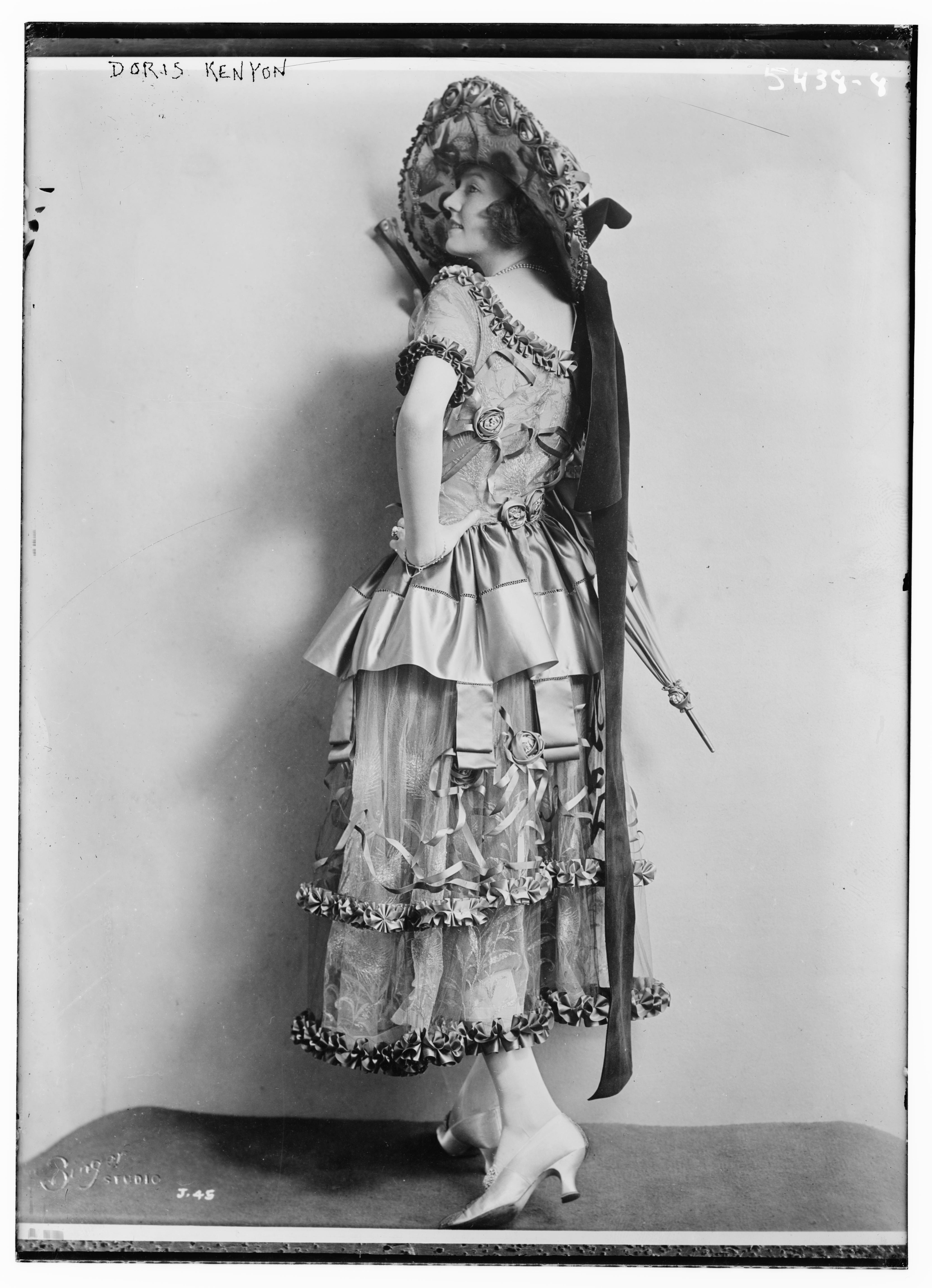
Doris Kenyon
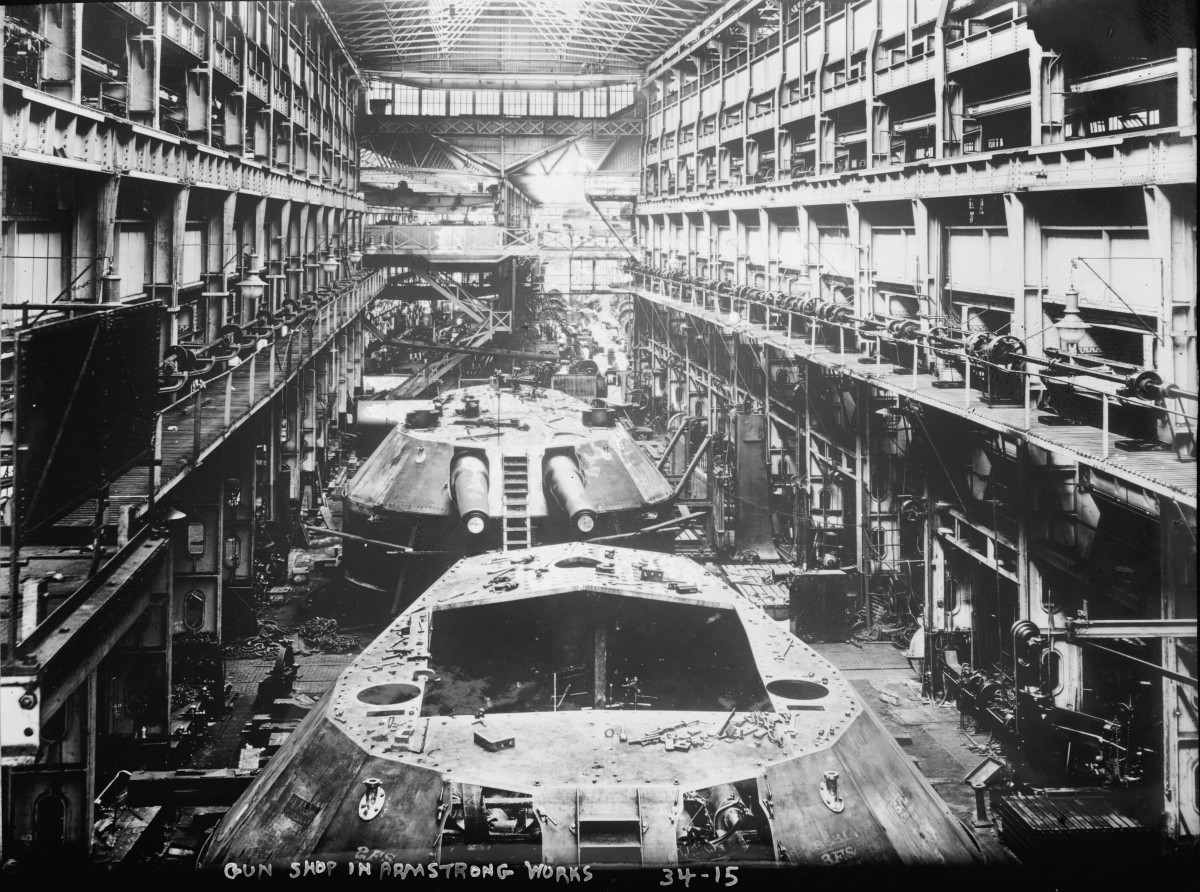
Obchod se zbraněmi, Armstrong Works
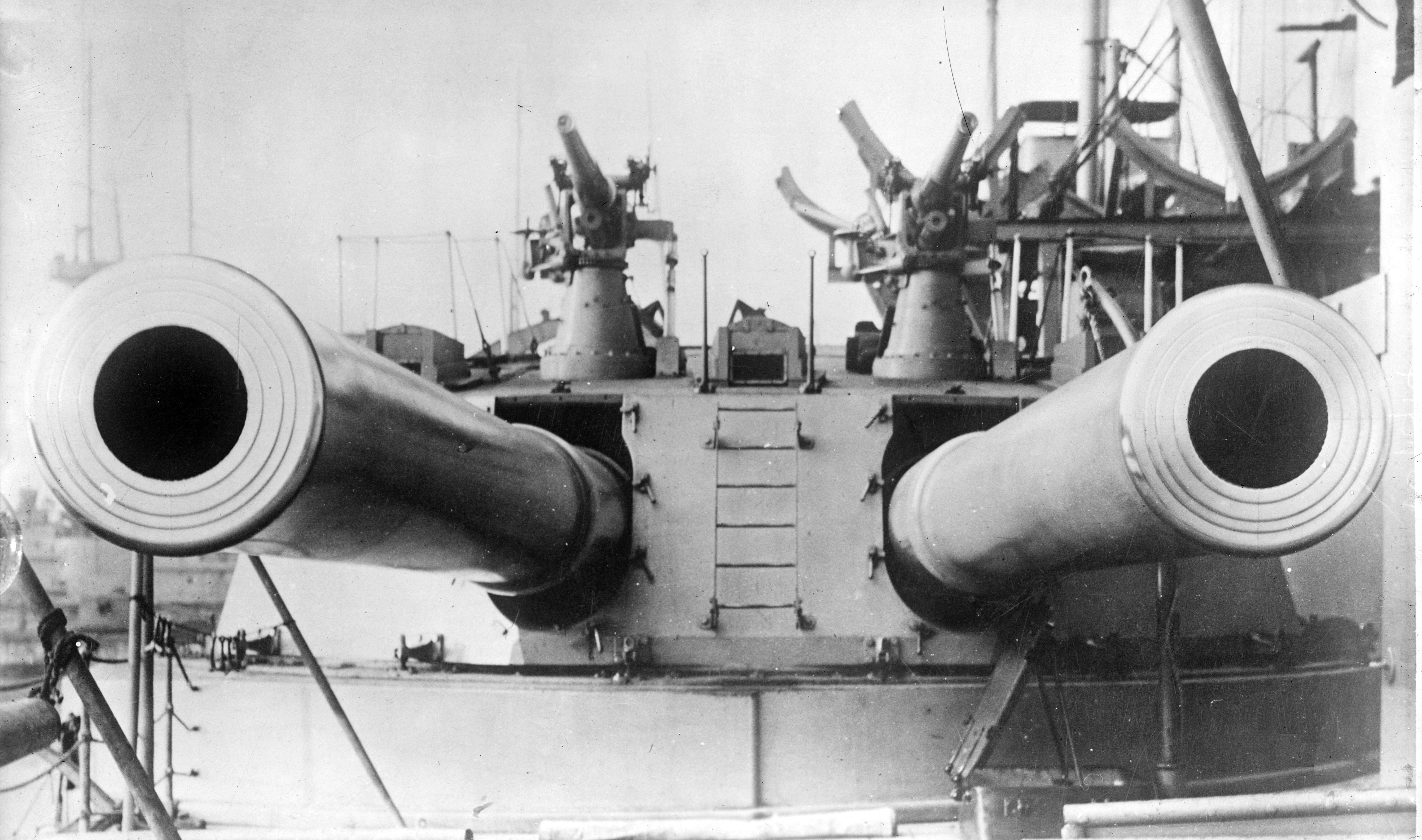
HMS Dreadnought, děla
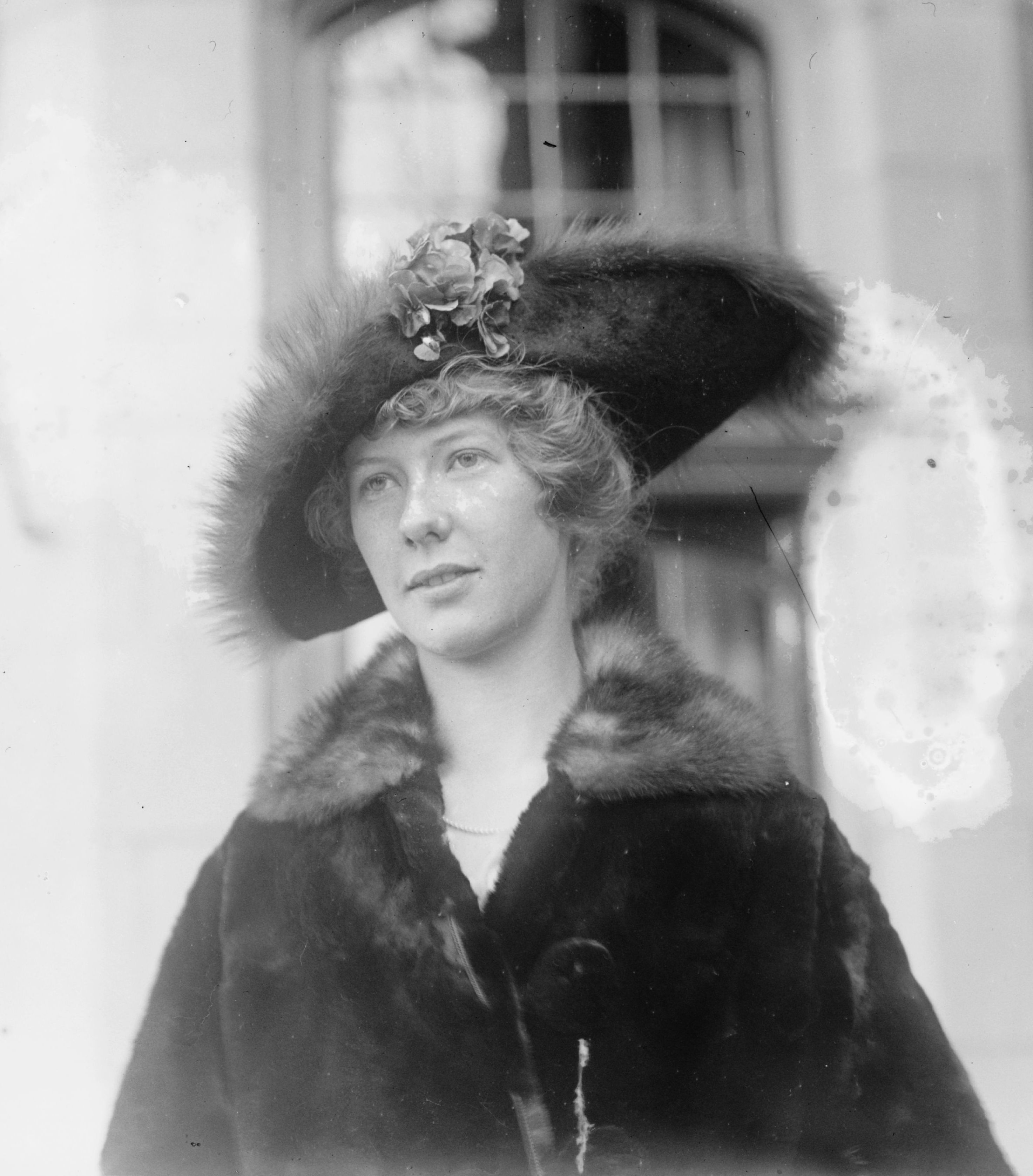
Helen Dinsmore Huntingdon
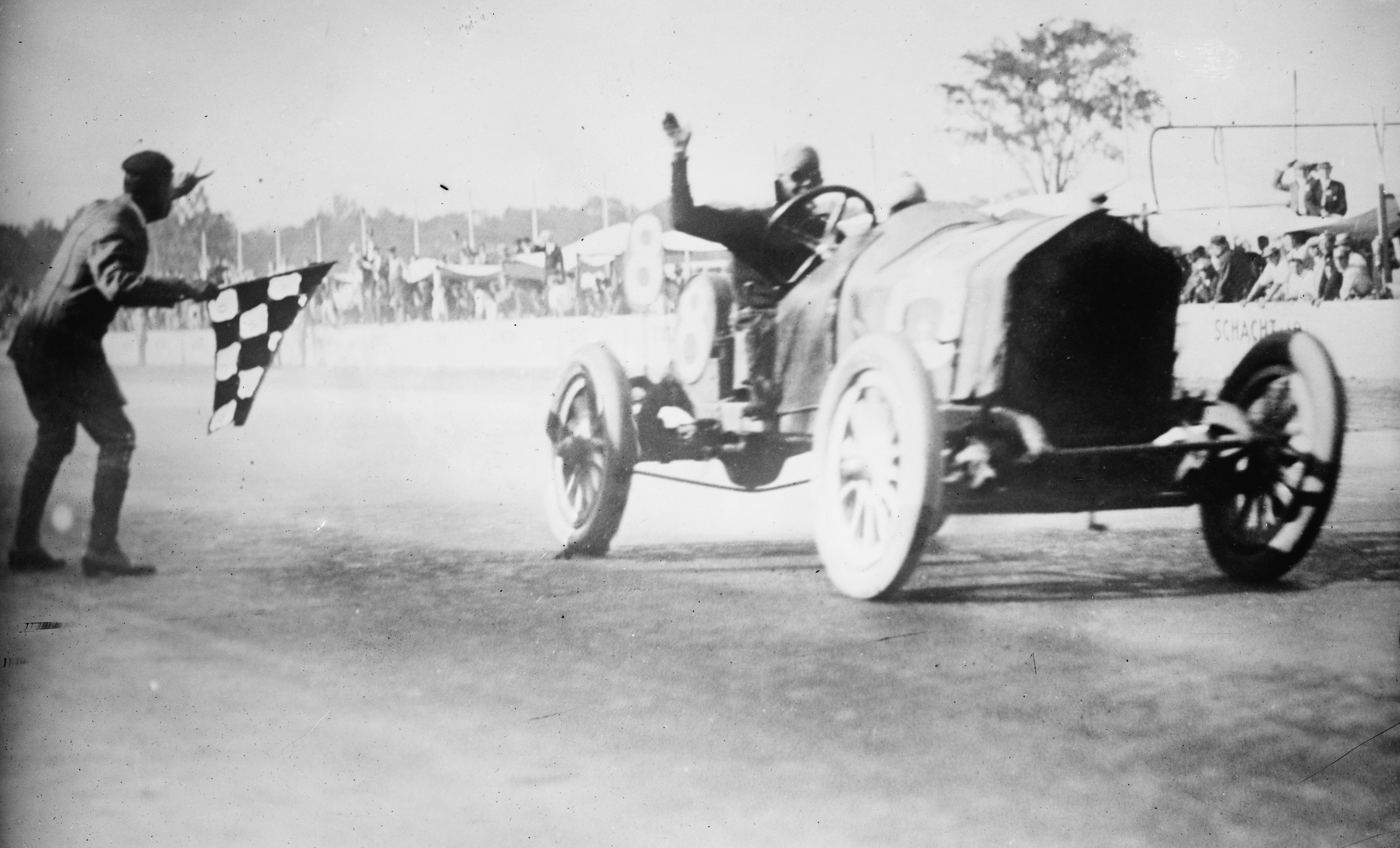
Indianapolis 500, vítěz Joe Dawson, 1912
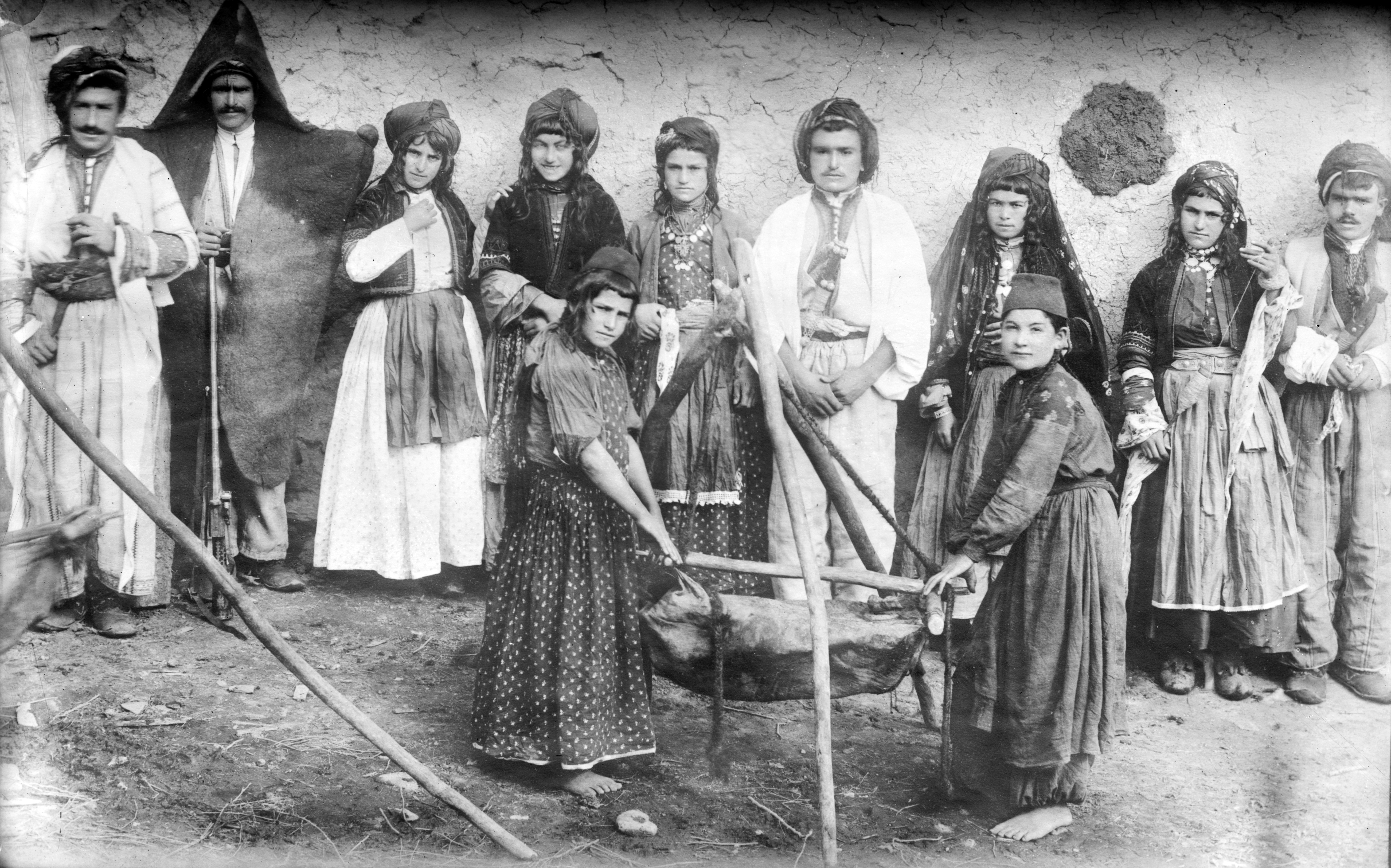
Nestorská (asyrská) křesťanská rodina při výrobě másla, Mawana, Persie
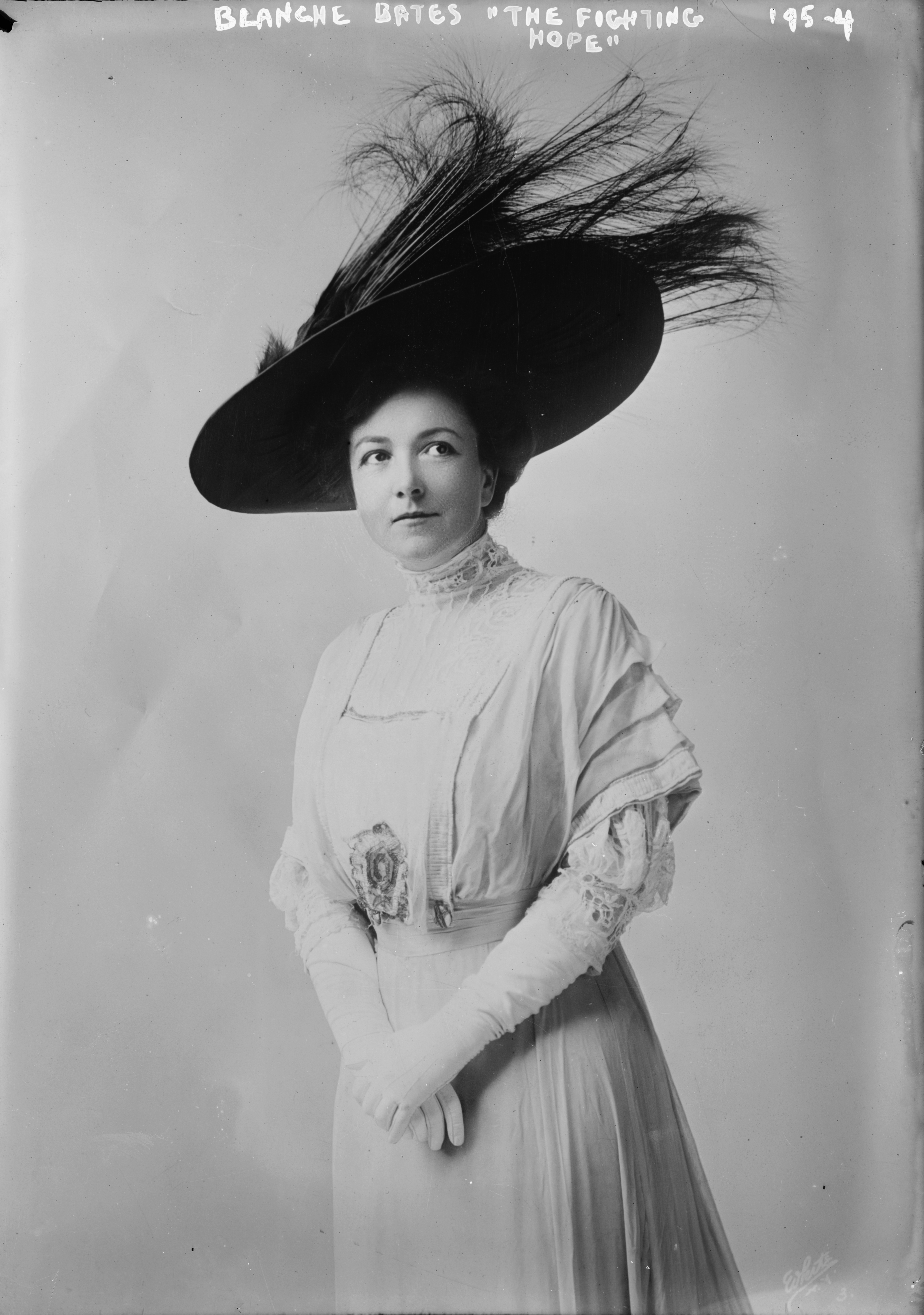
Blanche Bates
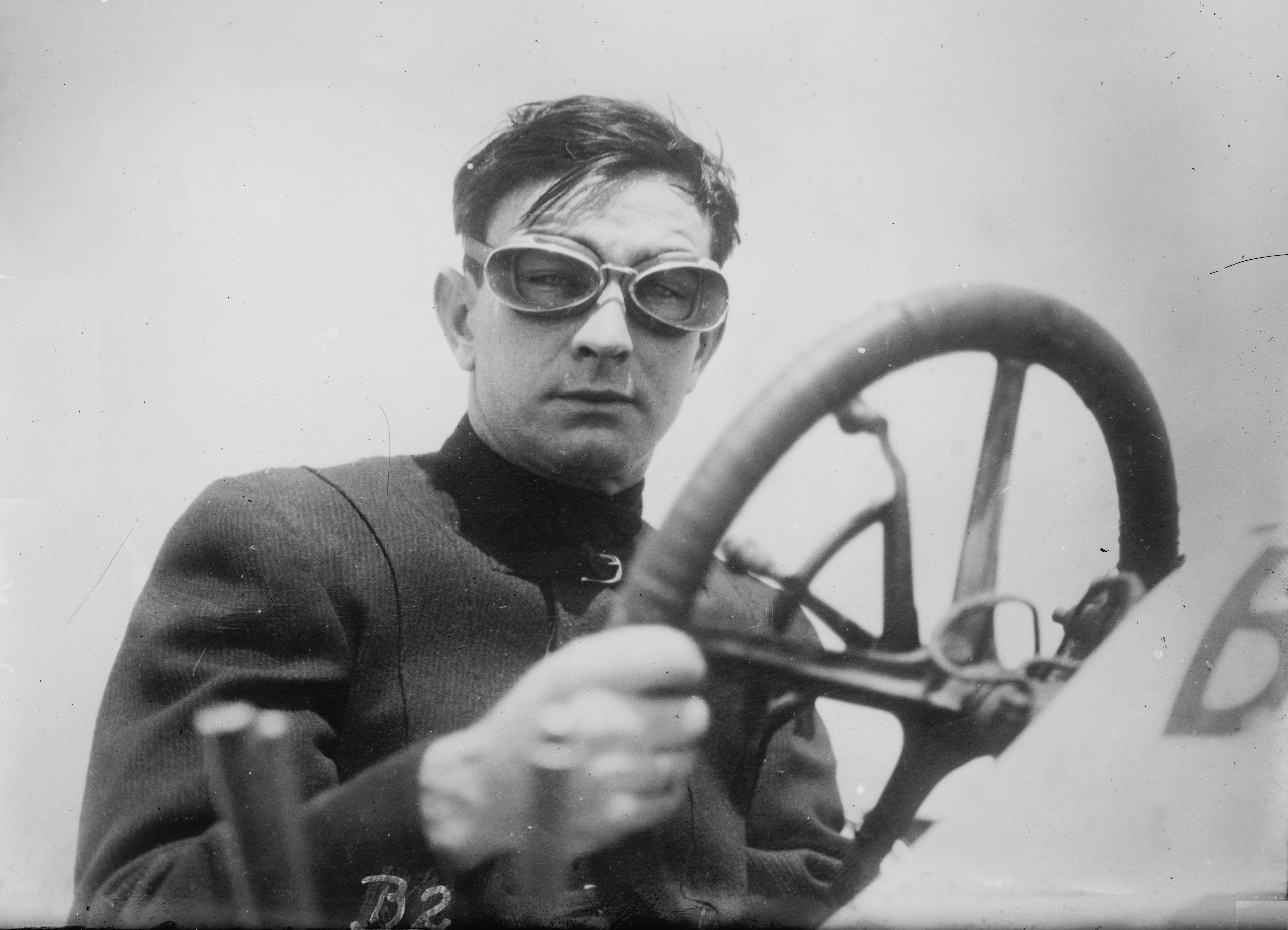
Bob Burman
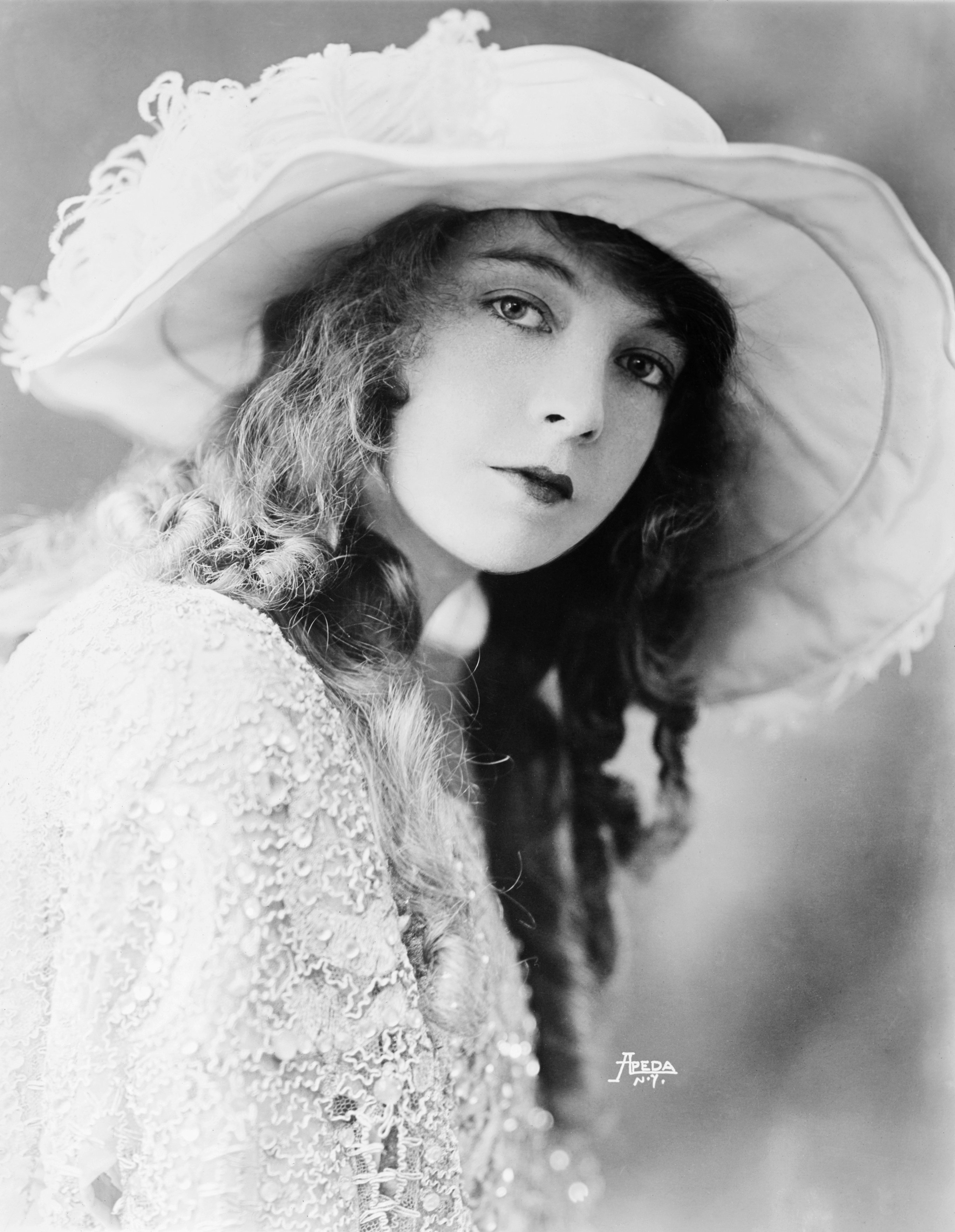
Lillian Gish
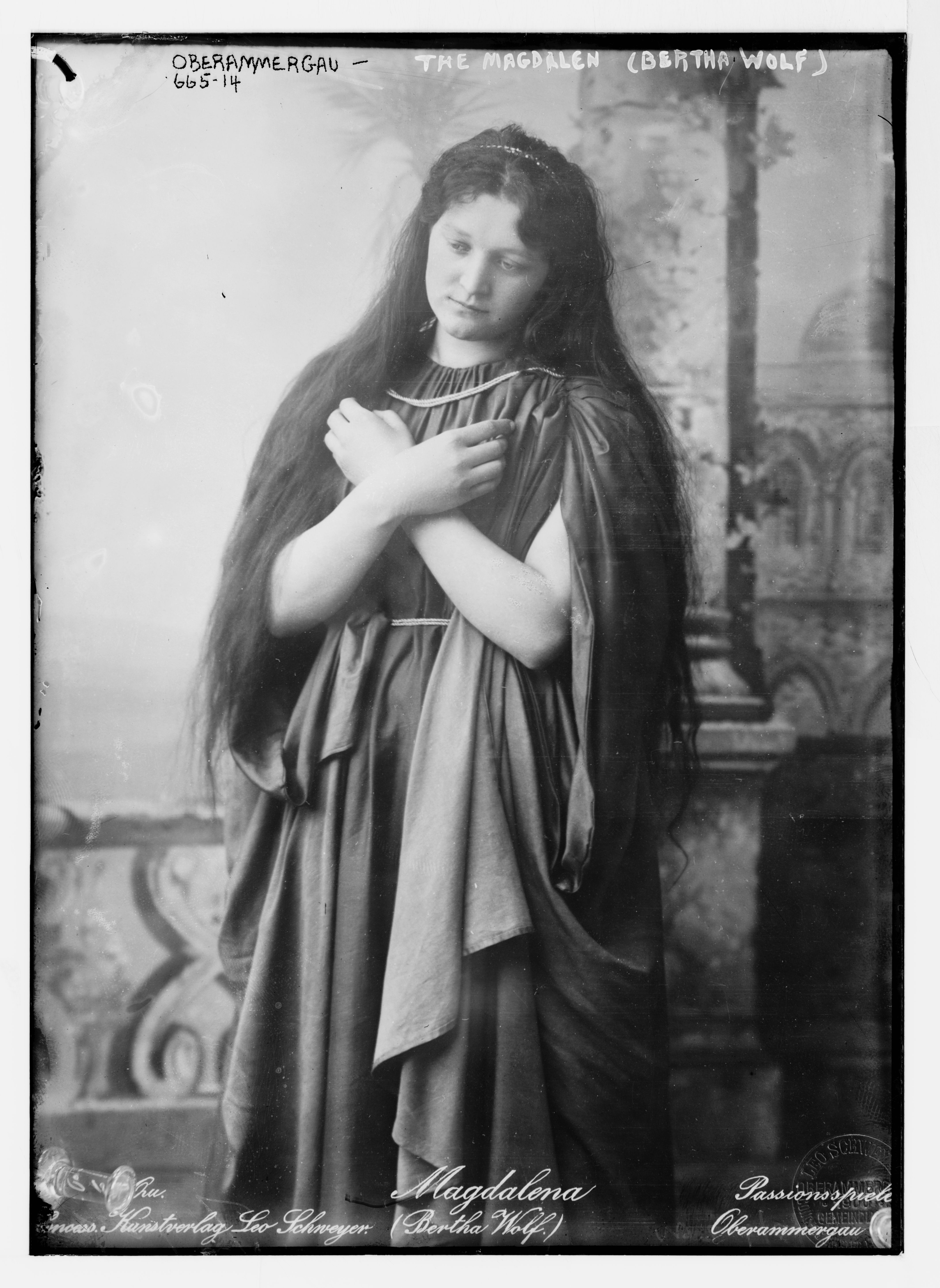
Madgalen - Bertha Wolf Oberammergau, 1900
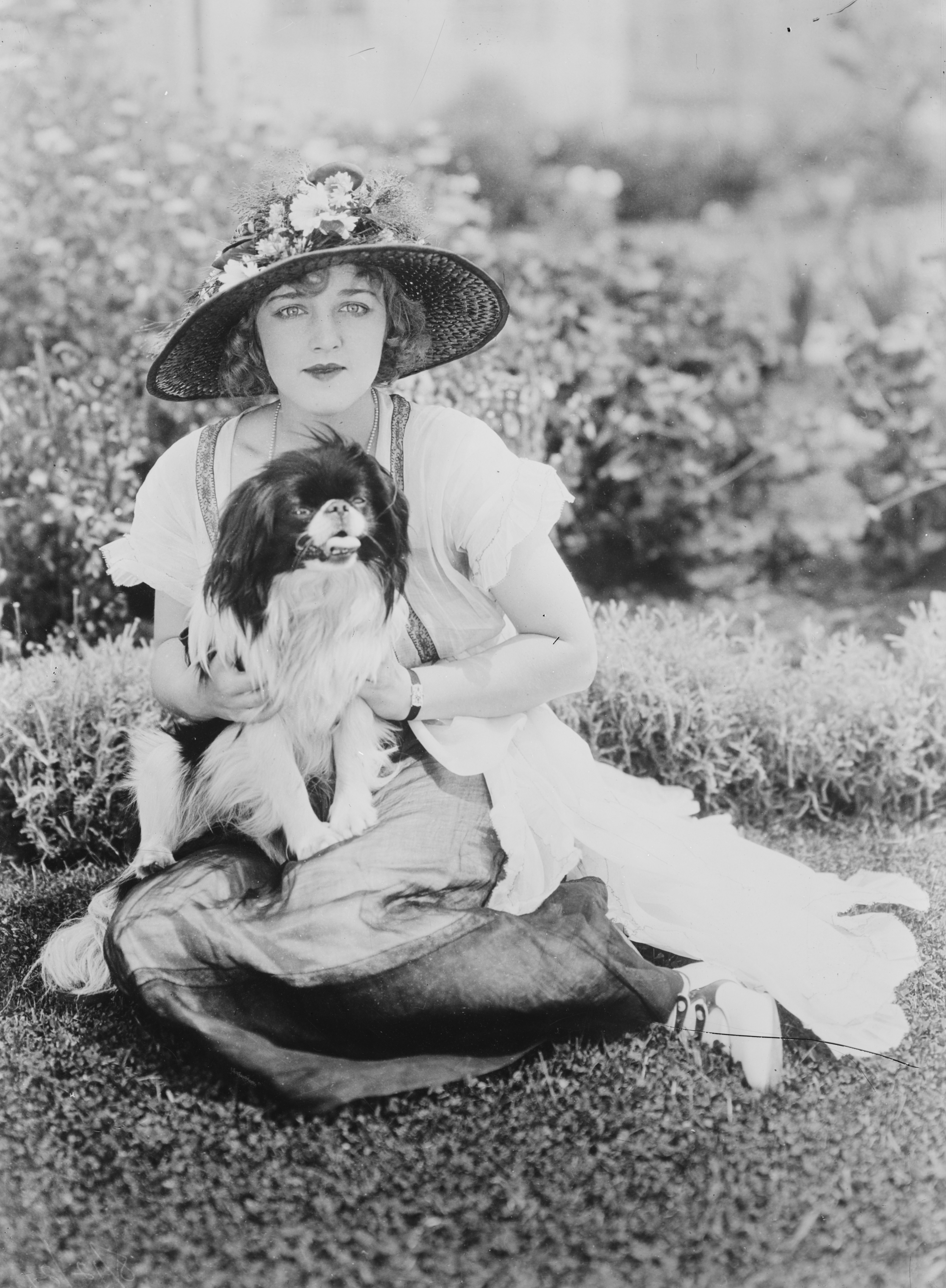
Mildred Davis
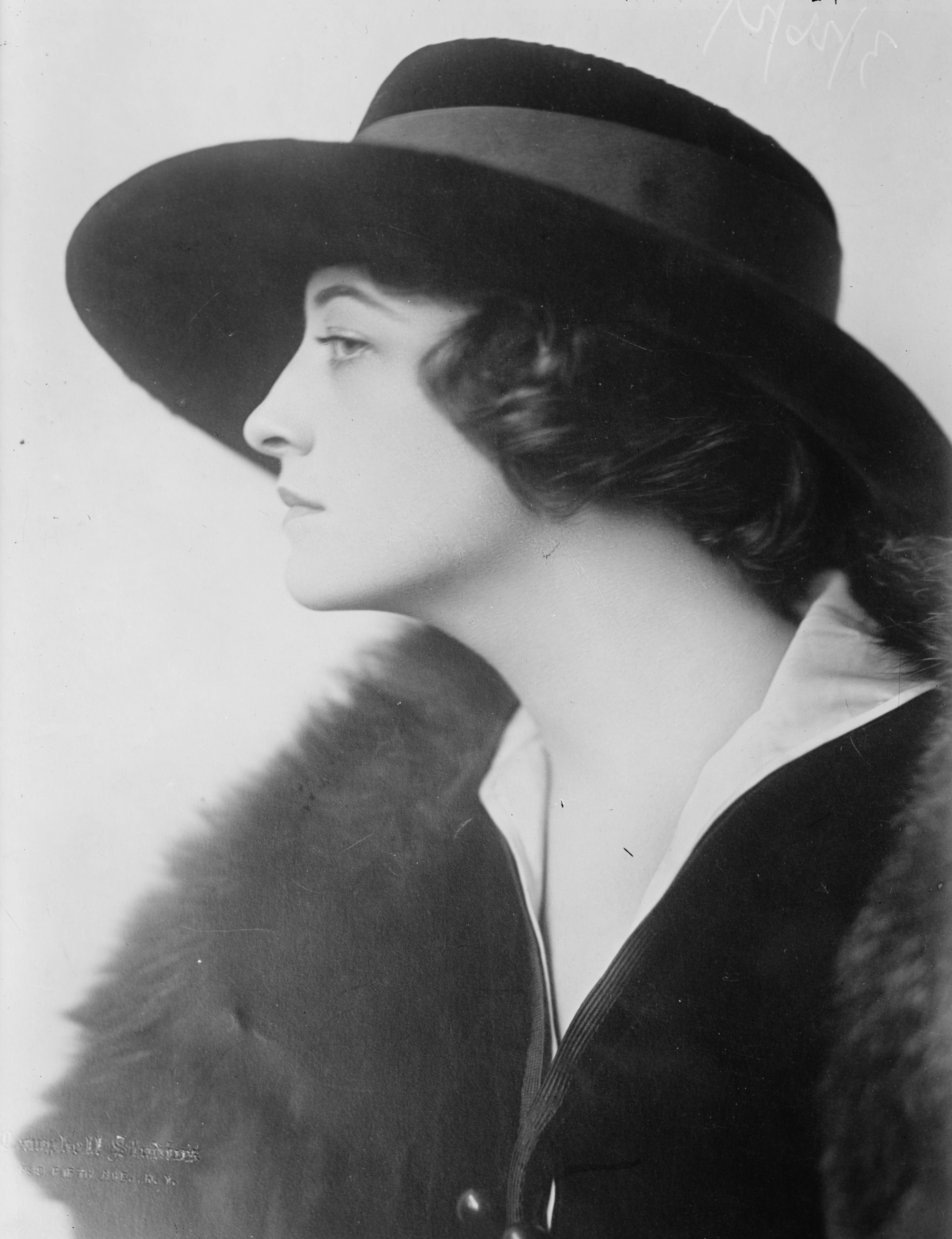
Pauline Frederick
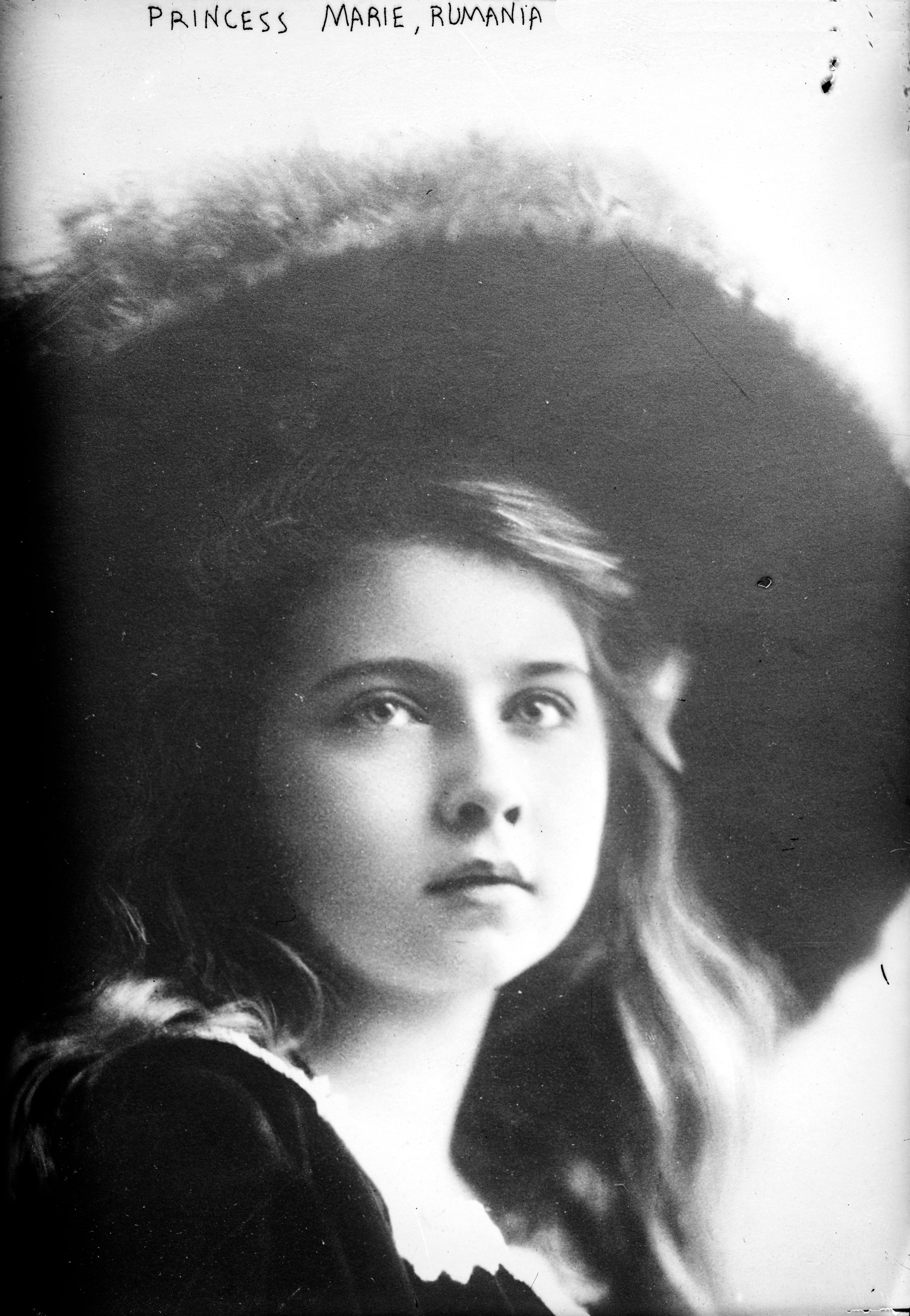
Marioara
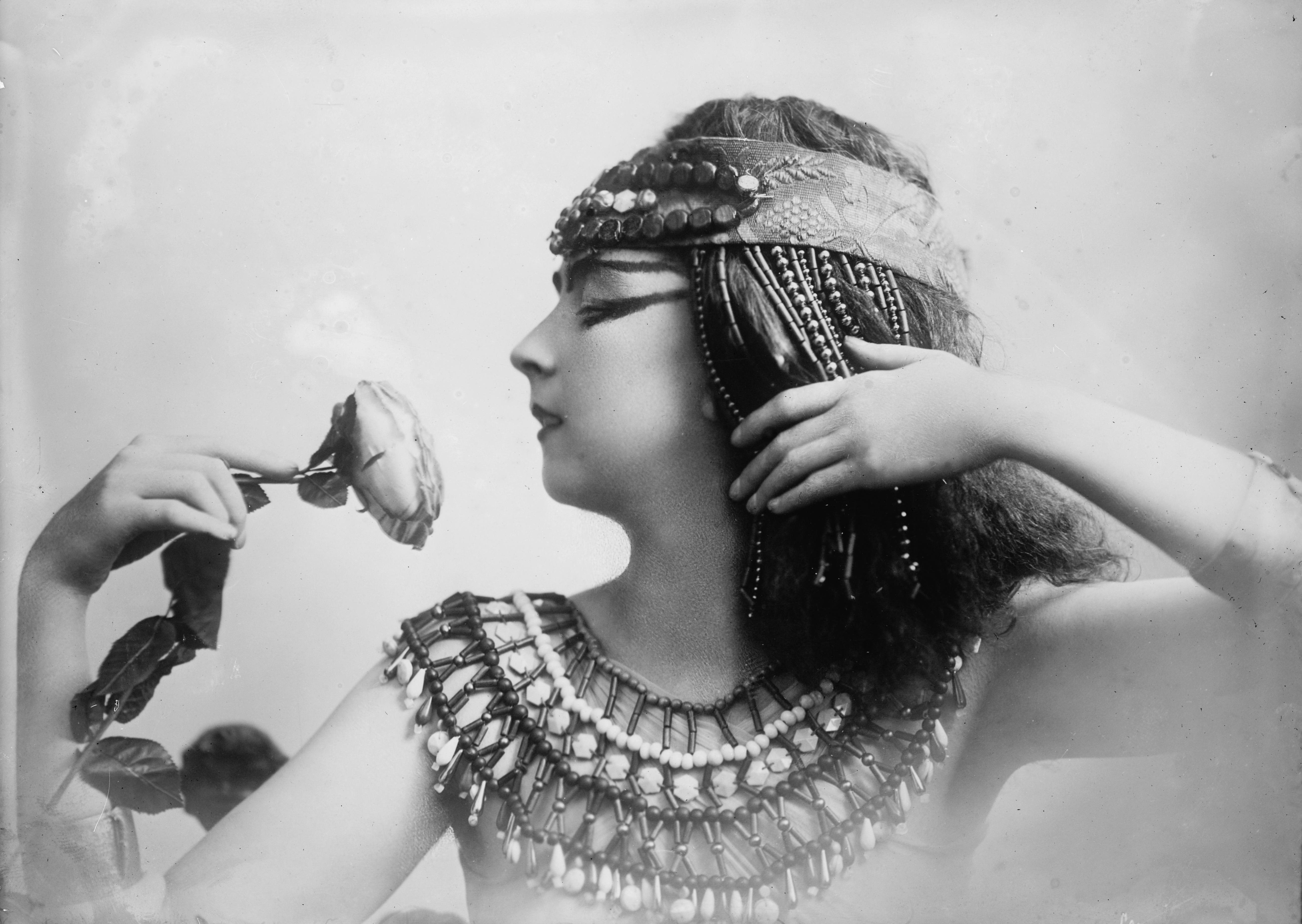
Ruth St. Denis
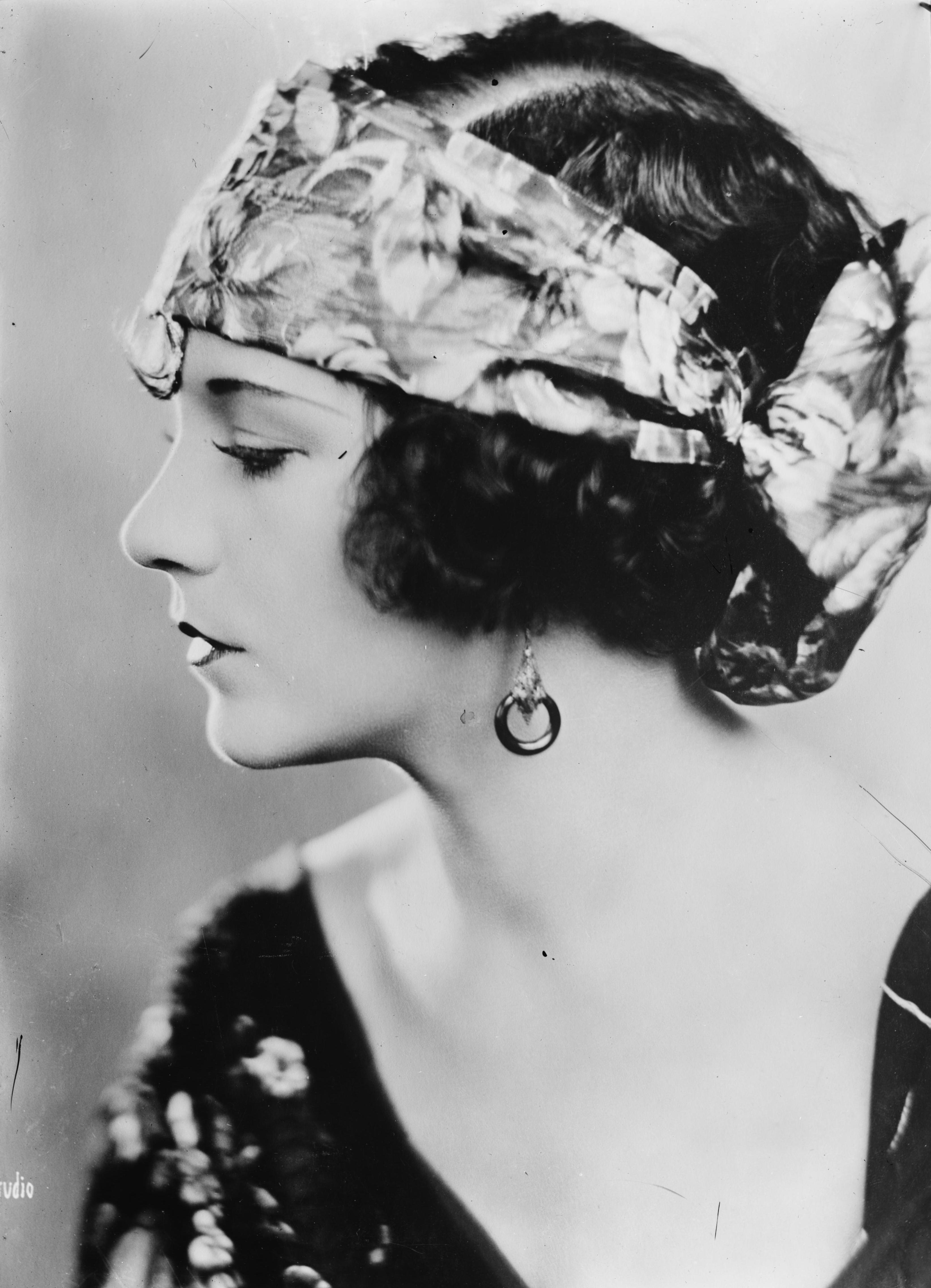
Violadana
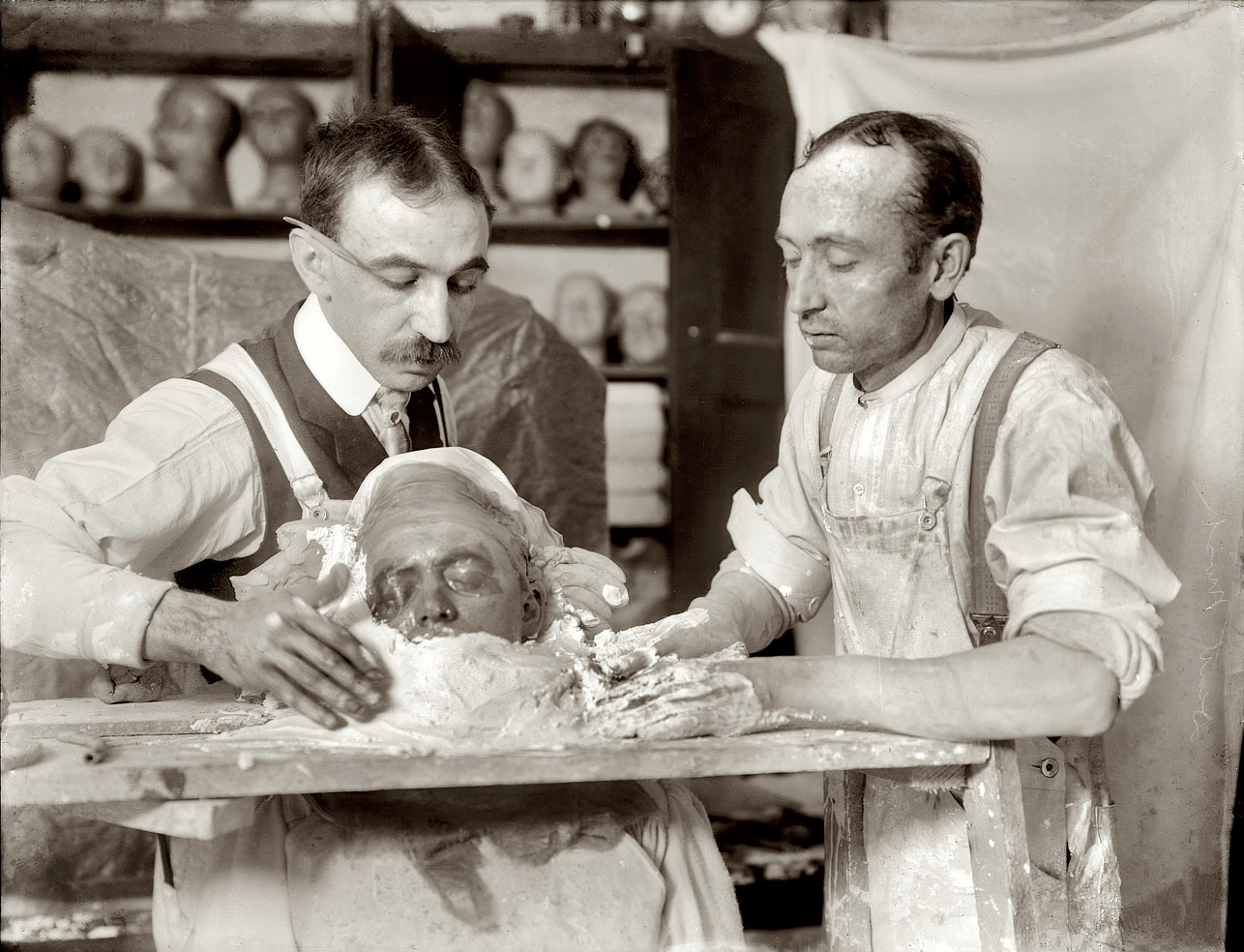
Výroba posmrtné masky